# Champ du Feu
Der Champ du Feu (deutsch Hochfeld) ist ein 1099 m hoher Berg in den Vogesen. Er liegt im Département Bas-Rhin  des Elsass, Region Grand Est, Frankreich, etwa 10 km südöstlich von Schirmeck.
Der Champ du Feu ist die höchste Erhebung der Mittelvogesen wie auch des Départements. Das Gipfelplateau ist von weitläufigen Heide- und Moorflächen geprägt, deren Vegetation subalpine Züge trägt (u. a. Bergkiefern). Es ist als Natura 2000 Schutzgebiet ausgewiesen.
1898 wurde vom Vogesenclub ein 23 m hohe Aussichtsturm errichtet. Da er sich in einem verfallenen Zustand befand, war der Zugang über 20 Jahre nicht gestattet. Ab 2019 wurde er renoviert und sollte nach Abschluss der Arbeiten Ende 2022 wieder geöffnet werden.
Über den Champ du Feu führen die Wege GR 5 und GR 531 des französischen GR-Fernwanderwegenetzes. Darüber hinaus quert die D214 den Gipfel. 
Wegen seiner guten Sichtbedingungen ist der Berg auch bei Amateurastronomen beliebt. Im Winter ist der Champ du Feu ein viel besuchtes Skigebiet mit dem Mittelpunkt Le Hohwald.